# Gibet de Montigny
Le gibet de Montigny est un gibet parisien utilisé au Moyen Âge pour suppléer le gibet de Montfaucon. Il est érigé en 1328 non loin de ce dernier, dans l’actuelle rue des Récollets.

## Présentation
Dans les années 1650, ce gibet est progressivement abandonné, il tombe en ruines, sa fosse ayant déjà été comblée. L’endroit servait de clos d’équarrissage, ce qui le rendait particulièrement insalubre. 
En 1760, les faubourgs Saint-Martin et du Temple commençant à se peupler, le gibet est détruit. 
Dans son ouvrage intitulé Des anciennes fourches patibulaires de Montfaucon, Arthur de Lavillegille écrit en 1836 :

« Non loin de Montfaucon se trouvait un autre gibet, plus petit, et qui portait le nom de Montigny. Construit et démoli à plusieurs reprises, il semble n'avoir été destiné qu'à suppléer momentanément au grand gibet, lorsque celui-ci avait besoin de quelques réparations. La première mention du gibet de Montigny remonte à l'année 1328. Il n'existait plus au commencement du XVe siècle, puisqu'en 1416 il fallut construire un gibet provisoire, en attendant les travaux que l'on faisait à Montfaucon. »

Cité en 1861 par Eugène Viollet-le-Duc dans son Dictionnaire raisonné de l'architecture française du XIe au XVIe siècle, celui-ci ajoute :

« Ce gibet consistait en quatre poteaux de bois d'un pied d'équarrissage et de vingt pieds environ de hauteur, engagés à leur pied dans un mur d'appui de deux pieds d'épaisseur et d'autant de hauteur environ. Quatre traverses réunissaient la tête des quatre poteaux. »